# 普莱塞
普莱塞（法語：Plessé，法語發音：[plɛse] ⓘ）是法国大西洋卢瓦尔省的一个市镇，位于该省北部偏西，属于沙托布里扬-昂斯尼区。

## 地理
普莱塞（47°32'30"N, 1°53'13"W）面积104.38 平方千米，位于法国卢瓦尔河地区大区大西洋卢瓦尔省，该省份为法国西北部沿海省份，位于布列塔尼半岛东南部，北起伊勒-维莱讷省，西北接莫尔比昂省，西临大西洋，南至旺代省，东临曼恩-卢瓦尔省。
与普莱塞接壤的市镇（或旧市镇、城区）包括：阿韦萨克、费格雷阿克、勒加夫尔、盖姆内庞福、冈鲁埃特。
普莱塞的时区为UTC+01:00、UTC+02:00（夏令时）。

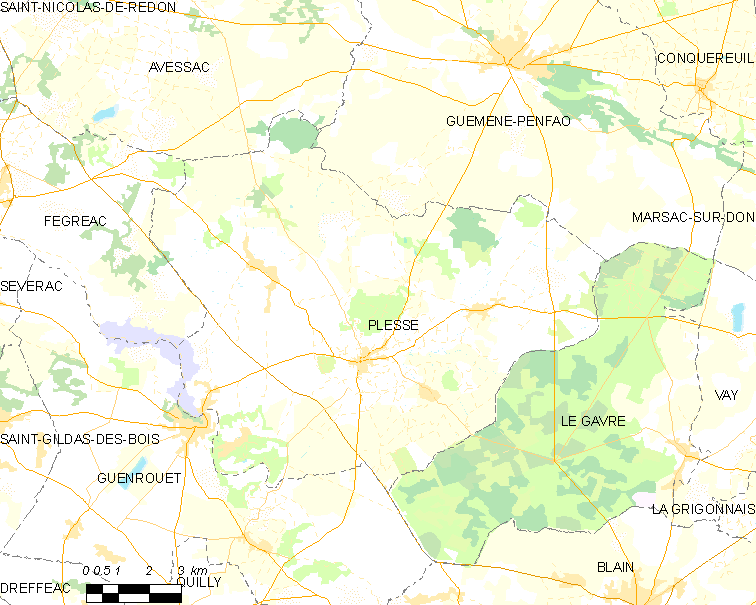
普莱塞的OSM定位图

## 行政
普莱塞的邮政编码为44630，INSEE市镇编码为44128。

## 政治
普莱塞所属的省级选区为蓬沙托县。

## 交通
大西洋卢瓦尔省省道D2线、D3线、D35线和D131线在市中心交汇，另有D15线和D164线过境。

## 人口

1962-2008年间普莱塞人口变化图示

普莱塞于2022年1月1日时的人口数量为5281人。